# Drosophila mimiconfutata
Drosophila mimiconfutata är en tvåvingeart som beskrevs av Elmo Hardy 1965. Drosophila mimiconfutata ingår i släktet Drosophila och familjen daggflugor.
Artens utbredningsområde är Hawaii.